# Wybory do Senatu Republiki Czeskiej w 2020 roku
Wybory do Senatu Republiki Czeskiej w 2020 roku odbyły się 2 i 3 października 2020 roku (I tura) oraz 9 i 10 października 2020 roku (II tura), zgodnie z postanowieniem prezydenta Miloša Zemana z 9 kwietnia 2020 roku. Wybranych zostało w nich na sześcioletnią kadencję 27 senatorów, odnawiając tym samym 1/3 składu Senatu.
Zwycięzcą wyborów zostali Burmistrzowie i Niezależni (STAN), zdobywając razem z „bliźniaczym” ruchem Burmistrzowie na rzecz Kraju Libereckiego (SLK) 11 mandatów i zyskując ogółem największą reprezentację w Senacie na kadencję 2020–2022. Miejsca w izbie wyższej parlamentu zyskali także kandydaci ośmiu dalszych partii i ruchów politycznych: Obywatelska Partia Demokratyczna (ODS), ANO 2011 (ANO), Czeska Partia Piratów (Piráti), Hradecki Klub Demokratyczny (HDK), Senator 21 (SEN 21), TOP 09, KDU-ČSL oraz Wolni (Svobodní).
Pierwsza tura wyborów odbyła się równocześnie z wyborami do rad krajów.

## Ordynacja wyborcza
Podstawą do przeprowadzenia wyborów była Ustawa z dnia 27 września 1995 o wyborach do Parlamentu Republiki Czeskiej oraz zmianie i uzupełnieniu niektórych innych ustaw (Zákon ze dne 27. září 1995 o volbách do Parlamentu České republiky a o změně a doplnění některých dalších zákonů). Głosowanie odbyło się jedynie w części państwa – w 27 okręgach jednomandatowych o numerach {\displaystyle 3+3n} (3, 6, 9...) – gdyż co dwa lata odnawiana jest 1/3 składu izby (27 z 81 mandatów).
Głosowanie przeprowadzono na zasadzie większości bezwzględnej. Jeśli żaden z kandydatów nie uzyskał w danym okręgu ponad 50% głosów ważnych, po sześciu dniach od zakończenia głosowania odbywała się decydująca tura z udziałem 2 kandydatów z najlepszymi wynikami w I turze. Liczba ludności żadnego z okręgów nie mogła niższa lub wyższa o 15% od średniej liczby mieszkańców przypadającej na mandat w skali państwa (tzw. normy przedstawicielskiej).
Czynne prawo wyborcze przysługiwało każdemu obywatelowi Republiki Czeskiej, który najpóźniej w drugim dniu głosowania (I tura) ukończył 18. rok życia. Bierne prawo wyborcze miały osoby z prawem czynnym, które najpóźniej w drugim dniu głosowania ukończyły 40. rok życia. Zgłaszać kandydatów mogły partie i ruchy polityczne oraz ich koalicje, ponadto prawo wysunięcia swojej kandydatury przysługiwało każdemu wyborcy, który przedłożył okręgowej komisji wyborczej 1000 podpisów poparcia wyborców zamieszkałych w danym okręgu.

## Podział miejsc w Senacie przed wyborami
| Partia lub ruch zgłaszający                         | Kadencja  | Kadencja  | Kadencja  | Łącznie |
| Partia lub ruch zgłaszający                         | 2014–2020 | 2016–2022 | 2018–2024 | Łącznie |
| --------------------------------------------------- | --------- | --------- | --------- | ------- |
| Obywatelska Partia Demokratyczna                    | 2         | 3         | 10        | 15      |
| Czeska Partia Socjaldemokratyczna                   | 10        | 2         | 1         | 13      |
| KDU-ČSL                                             | 5         | 6         | 2         | 13      |
| Burmistrzowie i Niezależni                          | 4         | 3         | 5         | 12      |
| ANO 2011                                            | 2         | 3         | 1         | 6       |
| Partia Zielonych                                    | 2         | 1         | 0         | 3       |
| TOP 09                                              | 0         | 2         | 1         | 3       |
| Senator 21                                          | 1         | 0         | 1         | 2       |
| Bezpartyjni                                         | 0         | 1         | 0         | 1       |
| Czeska Partia Piratów                               | 0         | 0         | 1         | 1       |
| Marek Hilšer do Senatu                              | 0         | 0         | 1         | 1       |
| Obywatele Patrioci                                  | 0         | 1         | 0         | 1       |
| Obywatele Razem – Niezależni                        | 0         | 1         | 0         | 1       |
| Ostrawiak                                           | 0         | 0         | 1         | 1       |
| Partia Przedsiębiorców Republiki Czeskiej           | 1         | 0         | 0         | 1       |
| Ruch na rzecz Pragi 11                              | 0         | 1         | 0         | 1       |
| Severočeši.cz                                       | 0         | 1         | 0         | 1       |
| Zjednoczeni Demokraci – Stowarzyszenie Niezależnych | 0         | 1         | 0         | 1       |
| Kandydaci niezależni                                | 0         | 1         | 3         | 4       |
| Ogółem                                              | 27        | 27        | 27        | 81      |

Kolumna wyróżniona odcieniem czerwieni wskazuje liczbę mandatów senatorskich wygasających i obsadzanych na nowo w 2020 roku.
Wybory do Senatu w 2020 roku były drugimi odbywającymi się w czasie trwania VIII kadencji Izby Poselskiej. Władzę w kraju sprawował od czerwca 2018 roku drugi rząd Andreja Babiša, gabinet koalicji ANO 2011 i ČSSD (wotum zaufania otrzymał przy wsparciu KSČM, która jednak nie miała przedstawicieli w rządzie). Przed wyborami do Senatu w 2020 roku koalicja rządowa nie posiadała większości bezwzględnej ani w izbie niższej parlamentu, ani w wyższej, gdyż w Senacie partie ją tworzące reprezentowało tylko 19 na 81 deputowanych.
Przewodniczącym Senatu przed wyborami był Miloš Vystrčil z Obywatelskiej Partii Demokratycznej, sprawujący tę funkcję od lutego 2020 roku.

## Lista senatorów, którzy nie ubiegali się o reelekcję
Podano nazwę partii lub ruchu zgłaszającego danego kandydata do poprzednich wyborów.
| Okręg wyborczy         | Imię i nazwisko  | Partia lub ruch zgłaszający |
| ---------------------- | ---------------- | --------------------------- |
| 51 – Zdziar nad Sazawą | František Bradáč | KDU-ČSL                     |
| 54 – Znojmo            | Pavel Štohl      | ČSSD                        |
| 60 – Brno-miasto       | Zdeněk Papoušek  | KDU-ČSL                     |
| 66 – Ołomuniec         | Alena Šromová    | KDU-ČSL                     |

## Pierwsza tura
O 27 mandatów senatorskich ubiegało się 224 kandydatów zgłoszonych przez partie i ruchy polityczne oraz 11 niezależnych. Żadne ze stronnictw nie wysunęło kandydatów we wszystkich okręgach; w ponad połowie okręgów zarejestrowano przedstawicieli: Wolności i Demokracji Bezpośredniej (26), Komunistycznej Partii Czech i Moraw (21), Czeskiej Partii Socjaldemokratycznej (20), ANO 2011 i Trikolóry (po 18), Obywatelskiej Partii Demokratycznej (17) oraz Burmistrzów i Niezależnych (15).
Dziewięć spośród stronnictw reprezentowanych w Senacie nie musiało bronić w 2020 roku wygasających mandatów: Czeska Partia Piratów, Marek Hilšer do Senatu, Obywatele Patrioci, Obywatele Razem – Niezależni, Ostrawiak, Ruch na rzecz Pragi 11, Severočeši.cz, TOP 09 i Zjednoczeni Demokraci – Stowarzyszenie Niezależnych. Łącznie o ponowny wybór ubiegało się 23 senatorów, w tym:
- ponownie z ramienia tej samej partii – sześciu senatorów ČSSD, trzech reprezentantów STAN, po dwóch przedstawicieli KDU-ČSL i ODS oraz po jednym deputowanym SEN 21, SLK i Soukromníków;
- jako kandydaci innych stronnictw niż w wyborach 2014: Miroslav Antl (DLA OBYWATELI, wcześniej ČSSD), Zdeňka Hamousová (Unia na rzecz Sportu i Zdrowia, wcześniej ANO 2011), Peter Koliba (Alternatywa dla Kandydatów Niezależnych 2020, wcześniej ANO 2011), Václav Láska (Senator 21, wcześniej Partia Zielonych), Jaroslav Malý (niezależny, wcześniej ČSSD), Jitka Seitlová (KDU-ČSL, wcześniej Partia Zielonych) i Emilie Třísková (niezależna, wcześniej ČSSD).

Pierwsza tura głosowania rozpoczęła się 2 października 2020 (godziny 14–22), a zakończyła kolejnego dnia (godziny 8–14). Frekwencja wyniosła 36,74%; najwyższa była w okręgu nr 60 – Brno-miasto (47,20%), najniższa w okręgu nr 75 – Karwina (26,67%).
Dzięki uzyskaniu bezwzględnej większości głosów mandat senatorski w I turze zdobył Zbyněk Linhart z ramienia STAN (okręg nr 33 – Děčín). W pozostałych 26 okręgach konieczne było przeprowadzenie kolejnej tury wyborów.

## Druga tura
Decydująca tura przeprowadzona została 9 i 10 października 2020 w godzinach analogicznych do poprzedniej rundy głosowania.
Zmierzyli się w niej kandydaci: Obywatelskiej Partii Demokratycznej (10), Burmistrzów i Niezależnych (9), ANO 2011 (8), KDU-ČSL (7), Czeskiej Partii Socjaldemokratycznej i TOP 09 (po 3), Czeskiej Partii Piratów i Senatora 21 (po 2) oraz dalszych partii i ruchów: Burmistrzowie i Osobistości na rzecz Moraw, Burmistrzowie na rzecz Kraju Libereckiego, DLA OBYWATELI, Hradecki Klub Demokratyczny, NIEZALEŻNI, Partia Przedsiębiorców Republiki Czeskiej, Partia Zielonych oraz Wolni (po 1). Najwięcej było pojedynków między przedstawicielami STAN i ANO – cztery.
| Liczba kandydatów z ramienia danych partii i ruchów w II turze | Liczba kandydatów z ramienia danych partii i ruchów w II turze | Liczba kandydatów z ramienia danych partii i ruchów w II turze | Liczba kandydatów z ramienia danych partii i ruchów w II turze |
| Partia lub ruch zgłaszający                                    | Pozycja po I turze                                             | Pozycja po I turze                                             | Łącznie                                                        |
| Partia lub ruch zgłaszający                                    | 1.                                                             | 2.                                                             | Łącznie                                                        |
| -------------------------------------------------------------- | -------------------------------------------------------------- | -------------------------------------------------------------- | -------------------------------------------------------------- |
| ODS                                                            | 4                                                              | 6                                                              | 10                                                             |
| STAN                                                           | 7                                                              | 2                                                              | 9                                                              |
| ANO                                                            | 3                                                              | 5                                                              | 8                                                              |
| KDU-ČSL                                                        | 4                                                              | 3                                                              | 7                                                              |
| ČSSD                                                           | 1                                                              | 2                                                              | 3                                                              |
| TOP 09                                                         | 2                                                              | 1                                                              | 3                                                              |
| Piráti                                                         | 1                                                              | 1                                                              | 2                                                              |
| SEN 21                                                         | 1                                                              | 1                                                              | 2                                                              |
| Soukromníci                                                    | 1                                                              | 0                                                              | 1                                                              |
| SLK                                                            | 1                                                              | 0                                                              | 1                                                              |
| ZA OBČANY                                                      | 1                                                              | 0                                                              | 1                                                              |
| NEZ                                                            | 0                                                              | 1                                                              | 1                                                              |
| Zelení                                                         | 0                                                              | 1                                                              | 1                                                              |
| Svobodní                                                       | 0                                                              | 1                                                              | 1                                                              |
| SOM                                                            | 0                                                              | 1                                                              | 1                                                              |
| HDK                                                            | 0                                                              | 1                                                              | 1                                                              |

Frekwencja była równo o 20 punktów procentowych niższa niż tydzień wcześniej – 16,74%; najwięcej osób zagłosowało w okręgu nr 21 – Praga 5 (25,48%), najmniej ponownie w okręgu nr 75 – Karwina (7,72%).

## Wyniki wyborów
Źródło: Český statistický úřad. 
| Burmistrzowie i Niezależni (STAN)                       | 128 317   | 12,87  | 97 550  | 21,59  | 1 | 9  | 10 |  |  |
| Obywatelska Partia Demokratyczna (ODS)                  | 140 293   | 14,07  | 82 377  | 18,23  | 0 | 5  | 5  |  |  |
| KDU-ČSL                                                 | 90 584    | 9,08   | 65 397  | 14,47  | 0 | 3  | 3  |  |  |
| TOP 09                                                  | 46 575    | 4,67   | 33 938  | 7,51   | 0 | 2  | 2  |  |  |
| Senator 21 (SEN 21)                                     | 32 884    | 3,30   | 25 071  | 5,55   | 0 | 2  | 2  |  |  |
| ANO 2011 (ANO)                                          | 115 202   | 11,55  | 39 473  | 8,74   | 0 | 1  | 1  |  |  |
| Czeska Partia Piratów (Piráti)                          | 62 583    | 6,28   | 18 804  | 4,16   | 0 | 1  | 1  |  |  |
| Burmistrzowie na rzecz Kraju Libereckiego (SLK)         | 10 418    | 1,04   | 6 988   | 1,55   | 0 | 1  | 1  |  |  |
| Wolni (Svobodní)                                        | 9 297     | 0,93   | 8 433   | 1,87   | 0 | 1  | 1  |  |  |
| Hradecki Klub Demokratyczny (HDK)                       | 7 445     | 0,75   | 15 138  | 3,35   | 0 | 1  | 1  |  |  |
| Czeska Partia Socjaldemokratyczna (ČSSD)                | 81 105    | 8,13   | 18 175  | 4,02   | 0 | 0  | 0  |  |  |
| NIEZALEŻNI (NEZ)                                        | 17 244    | 1,73   | 7 479   | 1,66   | 0 | 0  | 0  |  |  |
| Partia Zielonych (Zelení)                               | 11 315    | 1,13   | 8 085   | 1,79   | 0 | 0  | 0  |  |  |
| Partia Przedsiębiorców Republiki Czeskiej (Soukromníci) | 11 213    | 1,12   | 8 499   | 1,88   | 0 | 0  | 0  |  |  |
| DLA OBYWATELI (ZA OBČANY)                               | 10 275    | 1,03   | 7 733   | 1,71   | 0 | 0  | 0  |  |  |
| Burmistrzowie i Osobistości na rzecz Moraw (SOM)        | 7 778     | 0,78   | 8 723   | 1,93   | 0 | 0  | 0  |  |  |
| Wolność i Demokracja Bezpośrednia (SPD)                 | 61 352    | 6,15   | —       | —      | 0 | —  | 0  |  |  |
| Komunistyczna Partia Czech i Moraw (KSČM)               | 42 258    | 4,24   | —       | —      | 0 | —  | 0  |  |  |
| Pozostałe partie i ruchy polityczne (24)                | 85 004    | 8,52   | —       | —      | 0 | —  | 0  |  |  |
| Kandydaci niezależni (11)                               | 26 119    | 2,62   | —       | —      | 0 | —  | 0  |  |  |
|                                                         |           |        |         |        |   |    |    |  |  |
| Ogółem                                                  | 997 261   | 100,00 | 451 863 | 100,00 | 1 | 26 | 27 |  |  |
| Głosy nieważne                                          | 24 527    | 2,40   | 1 812   | 0,40   |   |    |    |  |  |
| Koperty nieoddane                                       | 12 681    | 1,23   | 180     | 0,04   |   |    |    |  |  |
| Frekwencja                                              | 1 034 469 | 36,74  | 453 855 | 16,74  |   |    |    |  |  |

## Podział miejsc w Senacie po wyborach
| Partia lub ruch zgłaszający                         | Kadencja  | Kadencja  | Kadencja  | Łącznie | +/– |
| Partia lub ruch zgłaszający                         | 2016–2022 | 2018–2024 | 2020–2026 | Łącznie | +/– |
| --------------------------------------------------- | --------- | --------- | --------- | ------- | --- |
| Burmistrzowie i Niezależni                          | 3         | 5         | 11        | 19      | 7   |
| Obywatelska Partia Demokratyczna                    | 3         | 10        | 5         | 18      | 3   |
| KDU-ČSL                                             | 6         | 2         | 3         | 11      | 2   |
| ANO 2011                                            | 3         | 1         | 1         | 5       | 1   |
| TOP 09                                              | 2         | 1         | 2         | 5       | 2   |
| Czeska Partia Socjaldemokratyczna                   | 2         | 1         | 0         | 3       | 10  |
| Senator 21                                          | 0         | 1         | 2         | 3       | 1   |
| Czeska Partia Piratów                               | 0         | 1         | 1         | 2       | 1   |
| Hradecki Klub Demokratyczny                         | 0         | 0         | 1         | 1       | 1   |
| Marek Hilšer do Senatu                              | 0         | 1         | 0         | 1       | 0   |
| Partia Zielonych                                    | 1         | 0         | 0         | 1       | 2   |
| Bezpartyjni                                         | 1         | 0         | 0         | 1       | 0   |
| Obywatele Patrioci                                  | 1         | 0         | 0         | 1       | 0   |
| Obywatele Razem – Niezależni                        | 1         | 0         | 0         | 1       | 0   |
| Ostrawiak                                           | 0         | 1         | 0         | 1       | 0   |
| Ruch na rzecz Pragi 11                              | 1         | 0         | 0         | 1       | 0   |
| Severočeši.cz                                       | 1         | 0         | 0         | 1       | 0   |
| Wolni                                               | 0         | 0         | 1         | 1       | 1   |
| Zjednoczeni Demokraci – Stowarzyszenie Niezależnych | 1         | 0         | 0         | 1       | 0   |
| Partia Przedsiębiorców Republiki Czeskiej           | 0         | 0         | 0         | 0       | 1   |
| Kandydaci niezależni                                | 1         | 3         | 0         | 4       | 0   |
| Ogółem                                              | 27        | 27        | 27        | 81      | —   |

Kolumna wyróżniona odcieniem zieleni wskazuje liczbę mandatów senatorskich obsadzonych przez dane stronnictwa w 2020 roku.
Największą liczbę mandatów i najliczniejszą reprezentację w izbie uzyskały wspólnie STAN i SLK, choć przewodniczącym Senatu pozostał po wyborach Miloš Vystrčil z ODS. Po raz kolejny porażkę poniosły ugrupowania koalicji rządowej – ANO i ČSSD (łącznie straciły 11 miejsc), przy czym druga z nich pozostała z najniższą liczbą senatorów w historii. Ogółem w kadencji 2020–2022 Senatu zasiedli deputowani zgłoszeni przez rekordowo wysoką liczbę 20 partii i ruchów politycznych.

## Lista wybranych senatorów
Gwiazdką oznaczono deputowanych, którzy ubiegali się o reelekcję. W nawiasach podano miejsce zajęte przez danego kandydata w I turze.
Źródło: Český statistický úřad.
| Okręg wyborczy           | Imię i nazwisko      | Partia lub ruch zgłaszający | I tura     | II tura |
| ------------------------ | -------------------- | --------------------------- | ---------- | ------- |
| 3 – Cheb                 | Miroslav Plevný      | STAN                        | 27,44 (1.) | 70,32   |
| 6 – Louny                | Ivo Trešl            | STAN                        | 20,92 (1.) | 58,40   |
| 9 – Pilzno-miasto        | Lumír Aschenbrenner* | ODS                         | 34,94 (1.) | 59,34   |
| 12 – Strakonice          | Tomáš Fiala          | ODS                         | 27,58 (1.) | 50,14   |
| 15 – Pelhřimov           | Jaroslav Chalupský   | Svobodní                    | 23,54 (2.) | 52,44   |
| 18 – Przybram            | Petr Štěpánek        | STAN                        | 21,98 (1.) | 70,18   |
| 21 – Praga 5             | Václav Láska*        | SEN 21                      | 37,44 (2.) | 54,37   |
| 24 – Praga 9             | David Smoljak*       | STAN                        | 42,87 (1.) | 54,86   |
| 27 – Praga 1             | Miroslava Němcová    | ODS                         | 48,57 (1.) | 63,89   |
| 30 – Kladno              | Adéla Šípová         | Piráti                      | 17,80 (1.) | 67,14   |
| 33 – Děčín               | Zbyněk Linhart*      | STAN                        | 52,77 (1.) | —       |
| 36 – Česká Lípa          | Jiří Vosecký*        | SLK                         | 29,60 (1.) | 52,88   |
| 39 – Trutnov             | Jan Sobotka*         | STAN                        | 41,71 (1.) | 74,58   |
| 42 – Kolín               | Pavel Kárník         | STAN                        | 20,05 (1.) | 79,48   |
| 45 – Hradec Králové      | Jan Holásek          | HDK                         | 16,92 (2.) | 70,24   |
| 48 – Rychnov nad Kněžnou | Jan Grulich          | TOP 09                      | 24,38 (2.) | 59,65   |
| 51 – Zdziar nad Sazawą   | Josef Klement        | KDU-ČSL                     | 31,02 (1.) | 59,81   |
| 54 – Znojmo              | Tomáš Třetina        | TOP 09                      | 30,37 (1.) | 54,57   |
| 57 – Vyškov              | Karel Zitterbart     | STAN                        | 27,15 (2.) | 50,08   |
| 60 – Brno-miasto         | Roman Kraus          | ODS                         | 21,85 (1.) | 57,72   |
| 63 – Przerów             | Jitka Seitlová*      | KDU-ČSL                     | 26,81 (1.) | 55,90   |
| 66 – Ołomuniec           | Marek Ošťadal        | STAN                        | 26,61 (1.) | 68,76   |
| 69 – Frydek-Mistek       | Helena Pešatová      | STAN                        | 20,72 (2.) | 54,04   |
| 72 – Ostrawa-miasto      | Ondřej Šimetka       | ODS                         | 21,69 (2.) | 67,90   |
| 75 – Karwina             | Andrzej Feber        | ANO                         | 26,13 (1.) | 50,62   |
| 78 – Zlin                | Tomáš Goláň*         | SEN 21                      | 32,54 (1.) | 58,94   |
| 81 – Uherské Hradiště    | Josef Bazala         | KDU-ČSL                     | 30,94 (2.) | 60,78   |

## Lista senatorów, którzy nie uzyskali reelekcji
W nawiasach podano miejsce zajęte przez danego kandydata w I turze.
Źródło: Český statistický úřad.
| Okręg wyborczy           | Imię i nazwisko   | Partia lub ruch zgłaszający | I tura     | II tura    |
| ------------------------ | ----------------- | --------------------------- | ---------- | ---------- |
| 3 – Cheb                 | Miroslav Nenutil  | ČSSD                        | 14,49 (3.) | —          |
| 6 – Louny                | Zdeňka Hamousová  | USZ                         | 10,23 (4.) | —          |
| 12 – Strakonice          | Karel Kratochvíle | ČSSD                        | 8,97 (5.)  | —          |
| 15 – Pelhřimov           | Milan Štěch       | ČSSD                        | 31,23 (1.) | 47,56 (2.) |
| 18 – Przybram            | Jiří Burian       | ODS                         | 16,20 (2.) | 29,82 (2.) |
| 27 – Praga 1             | Václav Hampl      | KDU-ČSL                     | 20,49 (2.) | 36,04 (2.) |
| 30 – Kladno              | Jiří Dienstbier   | ČSSD                        | 8,81 (6.)  | —          |
| 42 – Kolín               | Emilie Třísková   | niezależna                  | 11,84 (4.) | —          |
| 45 – Hradec Králové      | Jaroslav Malý     | niezależny                  | 9,87 (5.)  | —          |
| 48 – Rychnov nad Kněžnou | Miroslav Antl     | ZA OBČANY                   | 26,44 (1.) | 40,35 (2.) |
| 57 – Vyškov              | Ivo Bárek         | ČSSD                        | 22,18 (3.) | —          |
| 69 – Frydek-Mistek       | Jiří Carbol       | KDU-ČSL                     | 21,69 (1.) | 45,96 (2.) |
| 72 – Ostrawa-miasto      | Peter Koliba      | ANK 2020                    | 2,68 (10.) | —          |
| 75 – Karwina             | Radek Sušil       | ČSSD                        | 14,89 (2.) | 49,38 (2.) |
| 81 – Uherské Hradiště    | Ivo Valenta       | Soukromníci                 | 31,24 (1.) | 39,22 (2.) |